# فرانسوا شوو
فرانسوا شووُ (فرانسوی: François Chauveau‎؛ ‏تلفظ در فرانسوی: [fʁɑ̃swa ʃovo]؛ ‏ ۱۰ مهٔ ۱۶۱۳ – ۳ فوریهٔ ۱۶۷۶) نقاش، حکاک و قلم‌زن اهل فرانسه بود.
او از شاگردان لوران دو لا ئیر و تخصص اصلی‌اش در زمینهٔ چاپ فلزی بود. وی از لوئی چهاردهم لقب «حکاک‌السلطنه» گرفت و بابت آن مستمری دریافت می‌کرد. وی یکی از چهار حکاک و قلم‌زنی است که نامش توسط شارل پرو ذکر شده‌است.
از او بیش از ۱۷۰۰ اثر بجا مانده‌است که شامل طراحی‌ها، نقاشی و تصویرسازی‌های گوناگون برای داستان‌ها و روایات مختلف است؛ از جمله تصویرسازی برای کتاب‌های مادلن دو سکودری (و به‌ویژه تصویر اصلی و اولِ کتاب آرتامن یا کورش بزرگ) و همچنین نقاشی و طراحی برای آثار مولیر، ژان دو لا فونتن، پل اسکارون، ژان راسین و نیکولا بوالو.